# Ингерсолл, Чарльз Джаред
Чарльз Джаред Ингерсолл (англ. Charles Jared Ingersoll; 3 октября 1782 — 14 мая 1862) — американский политический деятель. Сын Джареда Ингерсолла.
Получил юридическое образование, с 1802 года был адвокатом в Филадельфии. Был членом Палаты представителей от штата Пенсильвания в 1812—1815 и в 1841—1849 годах, в 1843—1847 годах возглавлял комитет палаты по иностранным делам. В разное время занимал также должности судьи и прокурора.
Пользовались известностью брошюры и памфлеты Ингерсолла — в частности, «Письма иезуита Инчикуина» (англ. «Inchiquin the Jesuit's letters, during a late residence in the United States of America: being a fragment of a private correspondence, accidentally discovered in Europe, containing a favorable view of the manners, literature, and state of society of the United States, and a refutation of many of the aspersions cast upon this country by former residents and tourists», 1810), в острой форме отстаивавшие не только политическую, но и культурно-интеллектуальную независимость молодого американского государства. Ингерсоллу принадлежит также «Исторический очерк второй войны между Соединёнными Штатами и Великобританией» (англ. «Historical sketch of the second war between the United States and Great Britain», 1845—1852).